# Guihua (köpinghuvudort i Kina, Hubei Sheng, lat 29,72, long 114,34)
Guihua (kinesiska: Guihua Zhen, 桂花镇) är en köpinghuvudort i Kina. Den ligger i provinsen Hubei, i den centrala delen av landet, omkring 96 kilometer söder om provinshuvudstaden Wuhan. Antalet invånare är 25 746. Befolkningen består av 12 366 kvinnor och 13 380 män. Barn under 15 år utgör 24,0 %, vuxna 15-64 år 68 %, och äldre över 65 år 7,0 %.
Runt Guihua är det ganska tätbefolkat, med 166 invånare per kvadratkilometer. Närmaste större samhälle är Wenquanzhen, 11,0 km norr om Guihua. I omgivningarna runt Guihua växer i huvudsak blandskog.
Genomsnittlig årsnederbörd är 1 972 millimeter. Den regnigaste månaden är maj, med i genomsnitt 280 mm nederbörd, och den torraste är januari, med 51 mm nederbörd.